# Джерджі Фішта
Джерджі Фішта (алб. Gjergj Fishta; нар. 23 жовтня 1871, Задріма, Австро-Угорщина — пом. 30 грудня 1940, Шкодер, Албанія) — діяч албанського національно-культурного просвітництва, албанський поет, перекладач, католицький священик, член чернечого ордену францисканців. Літературна діяльність Фішти сприяла розвитку літературної албанської мови в її гегському варіанті.

## Біографія
Під час навчання філософії і теології у Боснії, став другом хорватського поета Сильвіє Краньчевича. Ця дружба привела до пробудження літературних амбіцій та інтересу Фішти до рідної мови і літературних традиції.
Після повернення до Албанії, він викладав в семінарії у Трошані, потім став пастором у Гомсігу. З 1902 Фішта був директором францисканської школи у Шкодері.
У 1908 році головував на з'їзді Монастірі, де він представив свою пропозицію по гармонізації албанського алфавіту.
Найбільш важливою роботою Фішт був вірш Lahuta e Malcis (Гірські гуслі), вид. у Шкодері в 1937), який являє собою комплексну панорама албанського суспільства напередодні незалежності. Цей вірш вважається одним з найвидатніших творів літератури албанською мовою. Він також перекладав твори на албанську, зокрема, роботи Мольєра.
У 1919–1931 роках вів активну політичну діяльність. Був членом албанської делегації на Версальській конференції. У 1920–1924 роки він був депутатом парламенту Албанії. У 1930–1931 роки — представник Албанії на конференції балканських держав. Після захоплення влади комуністами, Фішта співпрацював з італійськими окупантами. Його тіло було видалено з могили, воно було знайдено тільки в ході реконструкції церкви францисканців у Шкодері. Перепоховання відбулось у грудні 1996 року.